# Saab-MFI 15 / MFI 17 Safari-Supporter
El Saab MFI-15 Safari, y su versión para uso militar Saab MFI-17 Supporter es un avión de entrenamiento básico monomotor, utilizado por varias fuerzas aéreas.

## Operadores

### MFI-17 Supporter
Dinamarca
- Real Fuerza Aérea Danesa - 32

 Noruega
- Real Fuerza Aérea Noruega - 23

 Pakistán
- Fuerza Aérea de Pakistán - 28 entregados por Saab, 92 ensamblados desde CKD's  (Completely Knock Down kits).

 Sierra Leona
- Fuerza Aérea de Sierra Leona - 2

 Zambia
- Fuerza Aérea de Zambia - 20

### MFI-17 Mushshak
Irán
- Fuerza Aérea de la República Islámica de Irán  - 25

 Omán
- Real Fuerza Aérea de Omán - 8

 Pakistán
- Fuerza Aérea de Pakistán - (denominado Mashshaq) 149

 Siria
- Fuerza Aérea Siria  - 6

## Especificaciones técnicas (Saab Safari)

### Características generales
- Tripulación: 1 (piloto).
- Capacidad: 1 pasajero
- Longitud: 7,00 m
- Envergadura: 8,85 m
- Altura: 2,60 m
- Superficie alar: 11,90 m²
- Peso vacío: 646 kg
- Peso máximo al despegue: 1.200 kg
- Planta motriz: 1× Cuatro cilindros opuestos en horizontal Avco Lycoming IO-360-A1B6.
  - Potencia: 149 kW 200 CV

### Rendimiento
- Velocidad máxima operativa (Vno): 362 km/h
- Velocidad crucero (Vc): 285 km/h
- Velocidad de entrada en pérdida (Vs): 102 km/h
- Alcance: 5 h 10 min
- Techo de vuelo: 4.100 m

### Desarrollos relacionados
- Saab
- MFI-9 Junior
- MFI-17 Mushshak
- MFI-395 Super Mushshak